# 통진초등학교
통진초등학교는 대한민국 경기도 김포시에 있는 공립 초등학교이다.

## 학교 연혁
- 2004년 11월 10일 통진학교 시설 계획 고시
- 2005년 12월 7일 통진초등학교 시설 준공
- 2006년 3월 1일 통진초등학교 개교
- 2006년 3월 1일 초대 이두형 교장선생님 취임
- 2006년 6월 7일 통진초등학교 개교기념식
- 2007년 3월 1일 기초학력시범교육청 협력학교 지정 운영 (2007~2008, 2년)
- 2008년 2월 19일 제1회 졸업식 (96명)
- 2008년 3월 3일 지역 공동 영재학급 지정 운영(3학급) (2008~현재)
- 2009년 2월 27일 도서확충 및 도서관 구축
- 2010년 3월 1일 도지정 도예특성화 시범학교 지정 (2010~현재)
- 2010년 4월 30일 운동장 차양막 시설 공사
- 2013년 3월 1일 학력향상 창의경영 연구학교 운영
- 2013년 12월 2일 다목적 체육관 건립 확정
- 2014년 2월 17일 제7회 졸업식(91명, 총 졸업생 601명)
- 2014년 3월 1일 제4대 하태완 교장선생님 취임
- 2014년 3월 1일 22학급 편성 (초등학교 19학급, 특수2학급, 유치원1학급)

## 참고 자료
- 통진초등학교 - 한국교육학술정보원 학교알리미